# Kledingwinkel
Een kledingwinkel is een winkel waar men kleding verkoopt. Het betreft een vorm van detailhandel waarbij de eindgebruiker de consument is.
Kledingwinkels zijn er in allerlei soorten en prijsklassen, van dure en exclusieve tot goedkope en alledaagse. Sommige leggen zich toe op bepaalde kleding, bijvoorbeeld dames-, heren- of kinderkleding, anderen bieden allerlei soorten kleding te koop aan. Er zijn ook sportwinkels zoals Aktiesport, Intersport en Perry Sport die onder meer sportkleding verkopen.
In een kledingwinkel wordt veelal een voorjaars-, zomer-, najaars- en wintercollectie verkocht. In de zomer en winter is er meestal een uitverkoop (sale) om de laatste kleding van dat seizoen op te ruimen tegen gereduceerde prijzen zodat er weer ruimte ontstaat voor de volgende collectie. Ook worden er vaak bijbehorende kledingaccessoires aangeboden, zoals sieraden, sjaals, hoeden, tassen, schoenen en laarzen.
Een kledingwinkel beschikt meestal over een etalage om kleding aan de consument te laten zien. De kleding in de winkel wordt onder andere gepresenteerd op kledingrekken en is voorzien van een (vaste) prijs. Ook zijn er mogelijkheden om in een paskamer de kleding te passen voordat hij gekocht wordt.
Elke stad heeft een aantal kledingwinkels, sommige behorend bij een winkelketen, andere zijn zelfstandige winkels. Kleding wordt in toenemende mate ook via internet verkocht zoals door bedrijven als Zalando, Otto of Wehkamp. Ook hebben sommige kledingzaken een eigen webshop waar men online kleding kan kopen. Het nadeel hiervan is dat men de kleding dan thuis moet passen. Hierdoor is het dan verstandig om meer kleding te kopen dan men daadwerkelijk wil hebben en dan ook in verschillende maten. Op deze manier kan dan thuis een goede keuze worden gemaakt. Kledingstukken die niet passen of niet goed staan kunnen dan worden teruggestuurd. Hiervoor wordt dan een speciaal formulier meegestuurd.
Bekende winkelketens met kledingwinkels zijn onder andere:
- C&A
- H&M
- HoutBrox
- Hunkemöller
- Mexx
- MS Mode
- Peek & Cloppenburg
- The Society Shop
- The Sting
- WE
- Zara

Een in Nederland landelijk bekende zelfstandige kledingwinkel is stijlmodehuis Blijdesteijn, een familiebedrijf in Tiel.
Algemene winkelketens met een kledingafdeling zijn onder andere:
- De Bijenkorf
- HEMA
- Makro
- Wibra
- Zeeman